# Liste des assemblées générales néo-écossaises
Pour les articles homonymes, voir Assemblée générale (homonymie).
Voici une liste de toutes les assemblées générales de la Nouvelle-Écosse depuis 1758 :

## Post-confédération
| Assemblée                                    | Période     | Élection | Dissolution       |
| -------------------------------------------- | ----------- | -------- | ----------------- |
| 62e assemblée générale de la Nouvelle-Écosse | 2013 -      | 2013     |                   |
| 61e assemblée générale de la Nouvelle-Écosse | 2009 - 2013 | 2009     |                   |
| 60e assemblée générale de la Nouvelle-Écosse | 2006 - 2009 | 2006     | 5 mai 2009        |
| 59e assemblée générale de la Nouvelle-Écosse | 2003 - 2006 | 2003     | 13 mai 2006       |
| 58e assemblée générale de la Nouvelle-Écosse | 1999 - 2003 | 1999     | 5 juillet 2003    |
| 57e assemblée générale de la Nouvelle-Écosse | 1998 - 1999 | 1998     | 18 juin 1999      |
| 56e assemblée générale de la Nouvelle-Écosse | 1993 - 1997 | 1993     | 12 février 1998   |
| 55e assemblée générale de la Nouvelle-Écosse | 1988 - 1993 | 1988     | 16 avril 1993     |
| 54e assemblée générale de la Nouvelle-Écosse | 1984 - 1988 | 1984     | 30 juillet 1988   |
| 53e assemblée générale de la Nouvelle-Écosse | 1981 - 1984 | 1981     | 28 septembre 1984 |
| 52e assemblée générale de la Nouvelle-Écosse | 1978 - 1981 | 1978     | 28 août 1981      |
| 51e assemblée générale de la Nouvelle-Écosse | 1974 - 1978 | 1974     | 12 août 1978      |
| 50e assemblée générale de la Nouvelle-Écosse | 1970 - 1974 | 1970     | 23 février 1974   |
| 49e assemblée générale de la Nouvelle-Écosse | 1967 - 1970 | 1967     | S5 septembre 1970 |
| 48e assemblée générale de la Nouvelle-Écosse | 1963 - 1967 | 1963     | 20 avril 1967     |
| 47e assemblée générale de la Nouvelle-Écosse | 1960 - 1963 | 1960     | 29 août 1963      |
| 46e assemblée générale de la Nouvelle-Écosse | 1956 - 1960 | 1956     | 16 avril 1960     |
| 45e assemblée générale de la Nouvelle-Écosse | 1953 - 1956 | 1953     | 10 septembre 1956 |
| 44e assemblée générale de la Nouvelle-Écosse | 1949 - 1953 | 1949     | 14 avril 1953     |
| 43e assemblée générale de la Nouvelle-Écosse | 1945 - 1949 | 1945     | 27 avril 1949     |
| 42e assemblée générale de la Nouvelle-Écosse | 1941 - 1945 | 1941     | 12 septembre 1945 |
| 41e assemblée générale de la Nouvelle-Écosse | 1937 - 1941 | 1937     | 19 septembre 1941 |
| 40e assemblée générale de la Nouvelle-Écosse | 1933 - 1937 | 1933     | 20 mai 1937       |
| 39e assemblée générale de la Nouvelle-Écosse | 1928 - 1933 | 1928     | 13 juillet 1933   |
| 38e assemblée générale de la Nouvelle-Écosse | 1925 - 1928 | 1925     | 5 septembre 1928  |
| 37e assemblée générale de la Nouvelle-Écosse | 1920 - 1925 | 1920     | 2 juin 1925       |
| 36e assemblée générale de la Nouvelle-Écosse | 1916 - 1920 | 1916     | 28 juin 1920      |
| 35e assemblée générale de la Nouvelle-Écosse | 1911 - 1916 | 1911     | 22 mai 1916       |
| 34e assemblée générale de la Nouvelle-Écosse | 1906 - 1911 | 1906     | 15 mai 1911       |
| 33e assemblée générale de la Nouvelle-Écosse | 1901 - 1906 | 1901     | 22 mai 1906       |
| 32e assemblée générale de la Nouvelle-Écosse | 1897 - 1901 | 1897     | 3 septembre 1901  |
| 31e assemblée générale de la Nouvelle-Écosse | 1894 - 1897 | 1894     | 20 mars 1897      |
| 30e assemblée générale de la Nouvelle-Écosse | 1890 - 1894 | 1890     | 14 février 1894   |
| 29e assemblée générale de la Nouvelle-Écosse | 1886 - 1890 | 1886     | 21 avril 1890     |
| 28e assemblée générale de la Nouvelle-Écosse | 1882 - 1886 | 1882     | 20 mai 1886       |
| 27e assemblée générale de la Nouvelle-Écosse | 1878 - 1882 | 1878     | 23 mai 1882       |
| 26e assemblée générale de la Nouvelle-Écosse | 1874 - 1878 | 1874     | 21 septembre 1878 |
| 25e assemblée générale de la Nouvelle-Écosse | 1871 - 1874 | 1871     | 23 novembre 1874  |
| 24e assemblée générale de la Nouvelle-Écosse | 1867 - 1871 | 1867     | 17 avril 1871     |

## Pré-confédération
| Assemblée                                    | Période     | Élection | Dissolution     |
| -------------------------------------------- | ----------- | -------- | --------------- |
| 23e assemblée générale de la Nouvelle-Écosse | 1863 - 1867 | 1863     | 10 juin 1867    |
| 22e assemblée générale de la Nouvelle-Écosse | 1859 - 1863 | 1859     | 1er mai 1863    |
| 20e assemblée générale de la Nouvelle-Écosse | 1855 - 1859 |          | 15 avril 1859   |
| 19e assemblée générale de la Nouvelle-Écosse | 1851 - 1855 |          | 25 avril 1855   |
| 18e assemblée générale de la Nouvelle-Écosse | 1847 - 1851 | 1847     | 26 juillet 1851 |
| 17e assemblée générale de la Nouvelle-Écosse | 1843 - 1847 |          |                 |
| 16e assemblée générale de la Nouvelle-Écosse | 1840 - 1843 |          | 26 octobre 1843 |
| 15e assemblée générale de la Nouvelle-Écosse | 1836 - 1840 |          | 21 octobre 1840 |
| 14e assemblée générale de la Nouvelle-Écosse | 1830 - 1836 |          |                 |
| 13e assemblée générale de la Nouvelle-Écosse | 1826 - 1830 |          | 18 août 1830    |
| 12e assemblée générale de la Nouvelle-Écosse | 1820 - 1826 |          |                 |
| 11e assemblée générale de la Nouvelle-Écosse | 1818 - 1820 |          |                 |
| 10e assemblée générale de la Nouvelle-Écosse | 1811 - 1818 |          |                 |
| 9e assemblée générale de la Nouvelle-Écosse  | 1806 - 1811 |          |                 |
| 8e assemblée générale de la Nouvelle-Écosse  | 1799 - 1806 |          |                 |
| 7e assemblée générale de la Nouvelle-Écosse  | 1793 - 1799 |          |                 |
| 6e assemblée générale de la Nouvelle-Écosse  | 1785 - 1793 |          |                 |
| 5e assemblée générale de la Nouvelle-Écosse  | 1770 - 1785 |          |                 |
| 4e assemblée générale de la Nouvelle-Écosse  | 1765 - 1770 |          | 2 avril 1770    |
| 3e assemblée générale de la Nouvelle-Écosse  | 1761 - 1765 |          | 31 janvier 1765 |
| 2e assemblée générale de la Nouvelle-Écosse  | 1759 - 1760 |          |                 |
| 1re assemblée générale de la Nouvelle-Écosse | 1758 - 1759 |          | 13 août 1759    |